# Heterusia captata
Heterusia captata är en fjärilsart som beskrevs av Paul Dognin 1893. Heterusia captata ingår i släktet Heterusia och familjen mätare. Inga underarter finns listade i Catalogue of Life.